# 刘大群 (外交官)
刘大群（1950年9月20日—），中华人民共和国政治人物、外交官。曾担任中华人民共和国驻牙买加大使，现任前南斯拉夫问题国际刑事法庭副庭长。1999年，接替李尚胜，担任中华人民共和国驻牙买加大使。2000年，由郭崇立接任。2000年，由在任联合国秘书长推荐刘大群为前南斯拉夫问题国际刑事法庭、卢旺达问题国际刑事法庭法官，并于2001年和2004年获得连任。自2015年10月21日起，刘法官被法庭任命为前南斯拉夫国际刑事法庭副庭长。

## 早年生活

### 童年
1950年9月20日，刘大群出生于北京的一个革命干部家庭。受到家庭的影响和熏陶，铸成了他果断、刚毅和从容的性格。他博览群书，见多识广。这一切都为刘大群日后成为国际法大法官打下了坚实的基础，也是他自己归纳的“坐功、读功和写功”。

### 教育
1973年，刘大群成功考上了北京外国语学院。1977年毕业后，又考取北京外交学院进修英文和国际法。进修结束，他作为学习尖子被选派到外交部工作。1978年他被派往中华人民共和国驻冰岛大使馆工作。1984年任外交部条法司处长，主管司法协助、国际刑法和国际人权法等事务。
1985年，刘大群受组织派遣赴美国塔夫茨大学（Tufts University）弗徕彻（Fletcher）法学与外交学院深造。这是一所以美国著名大律师Fletcher捐资和命名的法学与外交学院，在美国国际法与国际关系领域声名显赫。他在那里学习国际法并获得硕士学位，回国后长期在外交部条法司工作。

### 职业
作为中国涉外法律事务官员，刘大群多次代表中国政府参与了联合国或区域性的国际法律会议、重要国际条约的谈判和制定工作。1998年，他担任中国代表团副团长，代表中国出席罗马会议，参与了创建永久性的联合国国际刑事司法机构——国际刑事法院的缔约谈判。2007年，当选亚洲国际法学会副主席、中国国际法学会副会长和国际法研究院院士。
此外，自1994年起，刘大群法官被任命为中国政法大学国际法专业的教授。2013年，刘又被中国政法大学聘为“2011计划”司法文明协同创新中心教授，开设国际刑法相关课程，从国际上各大刑事法庭的实际案例出发，深入讲述国际法庭审理案件的程序、证据规则以及实体法律问题分析，深受学生们的欢迎。

## 学术经历

### 出版书籍
自1995年起，刘大群法官已陆续主编、出版了多部著作，其中包括《国际组织法》、《国际法的新领域》、《联合国宪章诠释》、《国际刑法》、《国际罪行论》等，成为了法学生学习国际刑法、国际法的参考用书。
2015年，由刘大群法官作序、讲述国际法大法官托马斯·伯根索尔（Thomas Buergenthal）幼时集中营回忆的中文版传记《幸运男孩：从奥斯维辛集中营幸存的回忆》出版，并广受好评，被多个知名读书网站列为推荐书籍。该书由杨柳、杨力军女士译著。

## 法学讲座

### 学术讲座
2005年12月：联合国前南斯拉夫问题国际刑事法庭组织及其运作（于浙江大学）。
2005年12月：国际刑法与国际刑事法庭 （页面存档备份，存于）（于哈尔滨工业大学）。
2006年9月：前南斯拉夫国际刑庭工作经验（于中国政法大学）。
2009年12月：做客珞珈讲坛第十讲，讲述前南国际刑庭与卢旺达国际刑庭的历史 （页面存档备份，存于）（于武汉大学）。
2010年12月：评析种族灭绝公约（于西南大学）。
2010年12月：侵略罪的最新发展（于西南政法大学）。
2010年12月：One man's convention: Genocide Convention（于人民大学）。
2011年1月：如何成为一名国际性的法律工作者（于浙江工商大学）。
2011年3月：面向世界的中国法律人——前南国际刑事法庭刘大群法官寄语中国法科学生（于北京理工大学）。
2012年12月：如何做走向国际的中国法律人（于中国民航大学）。
2013年1月：做面向世界的中国法律人 与 国际司法正义与国际刑事司法机构 （于上海交通大学）。
2013年11月：欲穷千里，更上一楼，面向世界，做合格国际法律人（于复旦大学）。
2014年4月：联合国安理会制裁机制的实际运作和面临的问题（于北京大学）。
2015年9月：前南国际刑庭审理的恐怖主义案件（于北京师范大学）。
2015年10月：前南刑庭大法官刘大群法官见面会（于乌特勒支大学）.
2015年12月：王铁崖国际法讲座（于北京大学）。
（注：以上讲座信息为不完整收录。）

### 心系中国法律人才
作为国际法大法官，刘大群法官始终心系中国法律人才，通过高校讲座、研讨会等形式，与中国法律学子分享国际法的前沿新闻，并鼓励他们积极参与到国际法的学术与实践工作中来。